# История трамвайных маршрутов Казани
История трамвайных маршрутов Казани насчитывает более 100 лет. Электрический трамвай в Казани заменил конку и функционирует с 20 ноября 1899 года, а с осени 2012 года включает скоростную (ускоренную) линию. Максимальное количество трамвайных маршрутов составляло 23 (2003). Масштабные сокращения маршрутов происходили в 1920-х годах, после Гражданской войны, и во второй половине 2000-х годов (в связи со строительством метро).
| год    | 1910 | 1922 | 1925 | 1930 | 1935 | 1940 | 1959 | 1964 | 1976 | 1985 | 1989 | 1999 | 2003 | 2009 | 2012 | 2013 | 2021 | 2022 |
| кол-во | 5    | 3    | 4    | 5    | 6    | 10   | 9    | 10   | 12   | 14   | 15   | 18   | 23   | 8    | 4    | 5    | 5    | 9    |

## Маршрут № 1
2 октября 1875 года состоялось открытие Казанской конно-железной дороги в составе двух линий — первой из них был «Волжская» линия, маршрут которой проходил от «Толчка» (Толкучего рынка у Гостиного двора) до Дальнего Устья; фактически начало линии находилось на углу Большой Проломной и Гостинодворской улиц из-за того, что вагонам было тяжело подняться на Воскресенский бугор, на котором находился Толкучий рынок. Конка была заменена трамваем под управлением «Анонимного Бельгийского общества конно-железных дорог» в 1900 году; вскоре после этого Волжская линия объединена с Проломной линией («Толчок» — Суконная слобода) в Волго-Проломную линию. В 1904—1905 годах от Волго-Проломной линии было построено ответвление на Ближнее Устье и Московско-Казанскую железную дорогу, просуществовавшее до 1940 года. Дореволюционный маршрут трамвая был таким: Дальнее Устье — Старая дамба — Адмиралтейская слобода (Московская улица) — Адмиралтейская дамба — Успенская и Владимирская улицы — Поперечно-Владимирская — Гостинодворский мост — Гостинодворская — Большая Проломная — Рыбная площадь — Георгиевская — 2-я Проломная — 3-я Поперечно-Большая (Суконная слобода).
Предположительно, в 1918 году трамвайная линия использовалась белыми для вывоза золотого запаса бывшей Российской империи. В феврале 1919 года движение трамваев было прекращено, а по Волго-Проломной линии вновь пущена конка. К концу месяца движение трамваев возобновлено, но оно было нерегулярным, а иногда и вовсе отсутствовало.
Весной 1922 года маршрутам казанского трамвая были присвоены номера: бывшей Волго-Проломной линии присвоен № 1. Некоторое время спустя маршрут был укорочен до площади Куйбышева, причём по пути от площади Куйбышева до Дальнего Устья трамвай проходил по улицам Татарстан, Нариманова и Пионерская. В середине 1930-х годов рельсы с улицы Баумана были сняты, а движение маршрута № 1 перенесено на улицы Право- и Лево- Булачные.
На 1940 год маршрут трамвая № 1 выглядел так: Дальнее Устье — Старая дамба — Клары Цеткин — Адмиралтейская дамба — Кирова — Пионерская — Лево-Булачная (на обратном пути — Право-Булачная) — Университетская — Островского — площадь Куйбышева.
В связи с подъёмом уровня Куйбышевского водохранилища и затоплением Дальнего Устья (и дамбы, ведущей к нему), в 1956 году маршрут № 1 был укорочен — теперь его конечной остановкой была улица 10 лет Октября (трампарк имени Петрова); начальной остановкой стал ж/д вокзал. Примерно в то же время трамвай стал ходить на Кировскую дамбу не через улицы Пионерскую и Кирова, а через Товарную (Саид-Галеева) улицу. В 1973 году конечный разворот маршрута был перенесён с Вокзальной площади на новую разворотную петлю на улице Саид-Галеева. В таком виде маршрут № 1 просуществовал до своего закрытия в 2007 году.
Вновь трамвайный маршрут № 1 появился в 2013 году: оставшимся шести маршрутам присвоили порядковые номера от 1 до 6, номер 1 был присвоен бывшему маршруту № 9 («Железнодорожный вокзал» — «улица Химическая»). Он проходит по улицам Саид-Галеева, Кировская дамба, Несмелова, Большая Крыловка, Серова, Энергетиков, Декабристов, Копылова, Олега Кошевого, Трамвайная, Дементьева, Айдарова, Дениса Давыдова и Беломорская и совершает 33 остановки.
Со 2 июля 2022 года трассировка маршрута изменилась: от микрорайона Караваево до Железнодорожного вокзала, затем до Речного порта.

## Маршрут № 2
Воскресенская (реже: Ново-Горшечно-Воскресенская) линия казанского трамвая возникла в первой половине 1900-х годов. В отличие от остальных четырёх линий дореволюционного казанского трамвая, на основной части Воскресенской линии рельсы были проложены по улицам, ранее не обслуживаемым конкой; лишь небольшие участки линии ранее были заняты Проломной и Центральной линиями конки.
Дореволюционный маршрут трамвая был таким: Ивановская площадь — Воскресенская — Университетская — Большая Проломная — Рыбная площадь — Рыбнорядская — Щербаковский переулок — Ново-Горшечная — Лихачёвская — Поперечная 2-й и 3-й Гор — Земская учительская школа. В случае продления улицы Поперечная 2-й и 3-й Гор до Третьей горы «Бельгийское Анонимное общество конно-железных дорог» обязывалось оборудовать конечную остановку на Третьей горе. От неё, предположительно, была проложена небольшая ветка к военному госпиталю. После революции 1917 года движение по линии стало нерегулярным, а к 1920 году и вовсе прекратилось.
Весной 1922 года трамвайное движение в Казани вновь запущено, а маршрутам присвоены номера: бывшая Воскресенская линия получила № 2. Схема маршрута было немного изменена: с Университетской трамвай поворачивал не на Большую, а на Малую Проломную улицу, и, минуя Кольцо выходил на Щербаковский переулок и Ново-Горшечную улицу; вместо улиц Лихачёвская и Поперечная 2-й и 3-й Горы рельсы были перенесены на улицу Первая Гора.
В середине 1930-х годов планировалось удлинить маршрут по улицам Лесгафта и Кирпично-Заводской до Калугиной горы.
На 1940 год маршрут трамвая № 2 выглядел так: Волкова — Бутлерова — Щербаковский переулок — Профсоюзная — Университетская — Чернышевского — площадь 1 Мая (Кремль).
В 1951 году было прекращено движение трамвая по улицам Чернышевского, Университетская и Профсоюзная; в 1952—1953 годах оно было прекращено и по улице Бутлерова в связи с её реконструкцией. В 1953 году движение трамвая № 2 было восстановлено, но уже по маршруту «Железнодорожный вокзал — улица Волкова», в этом виде с небольшими изменениями (в 1999 году разворотная петля маршрута была перенесена с Привокзальной площади на улицу Саид-Галеева) маршрут № 2 просуществовал до своего закрытия в августе 2011 года.
6 августа 1990 года в вагоне трамвая № 2 от остановки «улица Комлева» до остановки «улица Достоевского» прокатился Борис Ельцин.
Вновь маршрут № 2 появился в 2013 году: этот номер был присвоен бывшему маршруту № 7 («Железнодорожный вокзал» — «Речной порт»), однако он просуществовал недолго и в 2017 году был закрыт. Во время чемпионата мира по футболу 2018 года по этому же маршруту ходил экскурсионный ретро-трамвай № 2э. Со 2 июля 2022 года возобновлён как экскурсионный.

## Маршрут № 3
Черноозёрская (Грузинская) и Екатерининская линии конно-железной дороги возникли не позднее 1895 года. Первая начиналась на пересечении Гостинодворской (3-й Черноозёрской) и Левой Черноозёрской и шла по маршруту Левая Черноозёрская — Николаевская площадь — Лобачевская — Покровская — Театральная площадь — Грузинская — Арское поле — «Русская Швейцария». Вторая начиналась от угла Владимирской и Поперечно-Владимирской улиц и шла по маршруту Московская — Сенная площадь — Евангелистовская — завод Крестовниковых. В 1899—1900 годах конка была заменена электрическим трамваем, а к 1905 году трассы линий немного изменены: Грузинская линия была удлинена в оба конца, начинаясь от Ивановской площади и заканчиваясь в Академической слободе (ветка на «Русскую Швейцарию» сохранилась, но была вскоре разобрана), а начало Екатерининской линии было перенесено на угол улиц Большая Проломная и Гостинодворская. После революции 1917 года и военных действий в городе в 1918 году движение по линии стало нерегулярным, а две линии были объединены в одну. Весной 1922 года трамвайным маршрутам были присвоены номера: бывшая Грузинско-Екатерининская линия получила № 3. В 1925 году конечная остановка маршрута перенесена с угла 1-й Академической и Муратовской улиц на Арское поле; через 8 лет линия была удлинена от бывшего завода Крестовниковых до КазГРЭС. На 1940 год маршрут трамвая № 3 выглядел так: Поле им. Ершова (парк Горького) — Ершова — Карла Маркса — Куйбышева — площадь Куйбышева — Татарстан — Тукаевская — Граничная — Каучуковая.
В 1959 году рельсы переложены с улицы Лебедева на Техническую улицу, а маршрут № 3 продлён до завода «Искож» (угол улиц Техническая и Модельная); в 1963 году маршрут был вновь продлён — до Компрессорного завода (с другой стороны). Через два года маршрут № 3 продлевается, с одной стороны, до посёлка Борисково (улица Тульская), и одновременно укорачивается до разворотного кольца на улицах Каюма Насыри, Фатыха Карима, Татарстан и Тукаевская, с другой стороны.
В 1990-е годы маршрут временно не функционировал, а в 1999 году пущен по маршруту «улица Кызыл Татарстан — посёлок Борисково». В 2002 году конечная маршрута была перенесена на ул. Каюма Насыри, затем, в 2008 году, после недолгого объединения с маршрутом № 5 в 2007 году, — на речной порт, а затем на железнодорожный вокзал.
Во время перенумерации маршрутов казанских трамваев и троллейбусов перед Универсиадой 2013 года сохранил свой номер.
Закрыт в 2015 году по причине низкого пассажиропотока. Возобновлён 2 июля 2022 года с остановками от Железнодорожного вокзала до улицы Глазунова.

## Маршрут № 4
Проломная линия была одной из первых двух линий конно-железной дороги, возникших в 1875 году. Начиналась она от угла улиц Большой Проломной и Гостинодворской (в путеводителях начальным пунктом линии указывался «Толчок» — Толкучий рынок), проходила по Большой Проломной улице, Рыбной площади, Георгиевской улице и заканчивалась у Духосошественской церкви; к концу XIX века позже она была продлена до 3-й Поперечно-Большой улицы. После замены «конки» электрическим трамваем она просуществовала некоторое время, но к 1905 году была объединена с Волго-Проломной линией. Впрочем, некоторые источники утверждают, что она действовала и после 1905 года, однако в справочной книге 1910 года Проломная линия не упоминается. В 1925 году на её основе был создан маршрут № 4, который шёл от железнодорожного вокзала по улицам Томского, Татарстан, Георгиевская и 2-я Проломная до Суконной слободы (3-я Поперечно-Большая улица). С 1930 года конечным пунктом маршрута стало оборотное кольцо по улицам Текстильная, Эсперанто и Спартаковская. В связи со снятием рельс с улицы Нариманова с 1933 года движение маршрута № 4 перенесено на улицы Право- и Лево- Булачные. 15 мая 1940 года трамвайное движение перенесено с улицы Свердлова на улицу Островского; тогда же маршрут был продлён по Лаврентьевской улице, а его конечным пунктом стало оборотное кольцо по улицам Лаврентьеская, Газовая, Спартаковская и 2-я Оренбургская. К 1960-м годам оборотное кольцо перекочевало на перекрёсток улиц Газовая и Спартаковская; примерно тогда же в районе конечной остановки на Газовой улице было сооружено трамвайное депо № 2.
В 1999 году конечный разворот маршрута был перенесён с Вокзальной площади на улицу Саид-Галеева. В таком виде он просуществовал до июля 2005 года, когда была разобрана трамвайная линия на улице Островского, как дублировавшая первую линию казанского метро. На момент закрытия длина маршрута составляла 9,7 км.
Вновь трамвайный маршрут № 4 появился в 2013 году, когда перед Универсиадой 2013 года городские власти решили оставшимся тогда трамвайным маршрутам (№ 3, № 5, № 7, № 9, № 11 и № 13) порядковые номера от № 1 до № 6: «четвёртый» номер был присвоен бывшему маршруту № 11 («улица Халитова» — «9-й микрорайон»). Он проходит по Сибирскому тракту, Советской площади, улицам Николая Ершова, Рихарда Зорге и Габишева и совершает 22 остановки.

## Маршрут № 5
Пятой и единственной кольцевой линией дореволюционного казанского трамвая являлась Круговая линия. Как и Воскресенская линия, она не была привязана к какой-либо одной из ранее существовавших линий конки. Её началом считалась площадь у вокзала Московско-Казанской железной дороги, затем трамвай шёл по Поперечно-Владимирской, Гостинодворской, Большой Проломной улицам, Ивановской площади, Воскресенской, Казанской, Воздвиженской, Поперечно-Казанской, Нижне-Фёдоровской, Касаткиной, Бассейной улицам, Театральной площади, Пушкинской, Рыбнорядской улицам и одноимённой площади, Евангелистовской, Большой Мещанской, 2-й Ямской улицей и возвращался на привокзальную площадь. Из-за большого перепада высот и количества поворотов на пути следования трамвая эта линия считалась самой «аварийной»: имели место частые сходы подвижного состава с рельсов, а иногда трамваи даже врезались в дома. В годы Гражданской войны линия перестал работать, однако рельсы на некоторых её участках время оставались неубранными до середины 1920-х годов. Вновь трамвайный маршрут № 5 был открыт в 1930 году. Начинался маршрут в Суконной слободе с оборотного кольца по улицам Текстильная, Эсперанто и Спартаковская, проходил через центр города, Адмиралтейскую дамбу и окраину одноимённой слободы, Горбатый мост, и заканчивался в Ягодной слободе на пересечении улиц Краснококшайская и Карла Либкнехта. В 1932 году вместо Суконной слободы трамвай стал отправляться с площади Куйбышева; вместо улицы Баумана трамвай следовал по улицам Куйбышева, Татарстан и Нариманова к вокзалу и далее. Уже через год рельсы с улицы Нариманова были сняты, трамвай пущен по Право- и Лево-Булачным улицам. В следующем, 1934 году, участок маршрута перенесён с «булачных» улиц на новую линию по улицам Тукаевской и Ухтомского. На другом «конце» маршрута также происходили изменения: построенный в 1929 году Горбатый мост пришёл в аварийное состояние с самого начала его эксплуатации и с 1937 года движение трамваев по нему прекратилось. Фактически конечной остановкой маршрута стала улица Серп и Молот. Согласно некоторым источникам, движение трамваев по Горбатому мосту в Ягодную слободу продолжалось и после 1940 года, и прекращено оно было в 1950-е годы.
На 1940 год маршрут трамвая № 5 выглядел так: площадь Куйбышева — Куйбышева — Татарстан — Тукаевская — Ухтомского — Вокзальная площадь — Пионерская — Кирова — Адмиралтейская дамба — Серп и Молот.
В 1940-е годы маршрут был удлинён до поля Ершова, в 1948 году маршрут был удлинён от площади Куйбышева до Октябрьского городка; трамвай вновь стал ходить по «булачным» улицам. В 1952 году маршрут вновь был удлинён ― на этот раз до Компрессорного завода.
После образования Куйбышевского водохранилища конечной 5-го маршрута некоторое время находилась на Вокзальной площади, а к 1959 году маршрут укорочен вновь ― до площади Куйбышева (фактически — до оборотного кольца на улицах Лево-Булачная, Университетская, Островского и Куйбышева). В связи с демонтажем вышеупомянутого разворотного кольца в 2002 году трамвай стал разворачиваться на улицах Тукая, Татарстан, Фатыха Карима и Каюма Насыри. В 2007 году к маршруту № 5 был присоединён маршрут № 3 («ул. Каюма Насыри» — «посёлок Борисково»). Таким образом трамвай ходил от улицы Халитова до посёлка Борисково; в том же году маршруты были разъединены. В 2008 году маршрут № 5 был закрыт.
31 октября 2012 года трамвайный маршрут № 5 был вновь открыт по маршруту «Железнодорожный вокзал» — «Солнечный город» (через Ново-Савиновский район и проспект Победы). В 2019 году маршрут был продлён до улицы Мидхата Булатова, а в 2020 году через магистраль 100-летия ТАССР соединён с посёлком Борисково и стал кольцевым. Первый трамвай прошёл по кольцевому маршруту 29 августа 2020 года, тогда же заработал встречный кольцевой маршрут 5а.

## Маршрут № 6
Трамвайный маршрут № 6 был открыт 10 ноября 1931 года и первоначально ходил по маршруту от Арского поля до мехового комбината. Специально для маршрута была проложена линия по улице Татарстан, Полянинской дамбе и Малой Ямашевской улице до района Розовой мечети. К концу 1930-х годов конец маршрута находился у пересечения Малой Ямашевской и улицы Янгы.
На 1940 год маршрут трамвая № 6 выглядел так: поле Ершова — улица Поле Ершова — Карла Маркса — площадь Свободы — Куйбышева — площадь Куйбышева — Татарстан — Малая Ямашевская.
В 1946 году линия была продлена вдоль Новотатарского кладбища по продолжению Большой Ямашевской улицы к макаронной фабрике у деревни Поповка. Однако просуществовала она недолго: в середине 1950-х годов в связи со строительством Волжской дамбы, которая должна была защитить город от подтопления Куйбышевским водохранилищем, линия на макаронную фабрику была разобрана. Примерно в то же время маршрут был укорочен с другой стороны: вместо улицы Ершова трамвай стал отправляться с Газовой улицы. Со второй половины 1960-х годов трамвай стал разворачиваться не у Розовой мечети, а по улицам Мазита Гафури, Ирек, Меховщиков и Кызыл Татарстан. Во первой половине 1980-х годов разворот маршрута вновь возвращён на старое место. В таком виде он просуществовал до лета 2005 года, когда маршрут был закрыт вместе с обслуживавшим его трамвайным депо № 2 и трамвайной линией по улице Островского, которая дублировала линию Казанского метро.
Вновь трамвайный маршрут № 6 появился в Казани в 2013 году: его номер был присвоен бывшему маршруту № 13. Новый шестой трамвай ходит по маршруту «улица Халитова» — «посёлок Караваево». Он проходит по улице Сибирский тракт, третьей транспортной дамбе, проспекту Ямашева, улицам Ленская, Серова, Энергетиков, Декабристов, Копылова, Трамвайная и Дементьева, совершает 22 остановки.

## Маршрут № 7
В середине 1930-х годов трамвай № 7 ходил по маршруту «Железнодорожный вокзал» — «посёлок ИТР».
Вновь трамвайный маршрут № 7 был открыт 25 мая 1940 года. Он ходил по маршруту Железнодорожный вокзал — Пионерская — Кирова — Адмиралтейская дамба — Клары Цеткин — Старая дамба — Дальнее Устье. В 1956 году маршрут был закрыт, так как значительная часть трассы маршрута оказалась затоплена Куйбышевским водохранилищем; в остальном же он дублировал маршрут № 1. Через некоторое время восстановлен, ходил по маршруту «улица Газовая» — «Речной порт», а с 1961 года соединял железнодорожный вокзал с речным портом.
На 1970 год совершал следующие остановки: железнодорожный вокзал, Колхозный рынок, ул. Тукаевская, ул. Карима Тинчурина, автовокзал, речной порт.
В 1999 году конечный разворот маршрута был перенесён с Вокзальной площади на улицу Саид-Галеева.
В 2013 году переименован в маршрут № 2.
2 июля 2022 года 7 номер маршрута был дан трамваям, ходящим по Большому кольцу от улицы Глазунова до Железнодорожного вокзала через Кировскую дамбу, Крыловку, Новое Савиново, третью транспортную дамбу, Азино и Горки.

## Маршрут № 8
Трамвайный маршрут № 8 был запущен в июне 1940 года и являлся «пиковым» маршрутом. Он ходил по маршруту Поле Ершова — Карла Маркса — площадь Свободы — Пушкина — Куйбышева — площадь Куйбышева — Татарстан — Тукаевская — Ухтомского — Железнодорожный вокзал. Некоторое время в 1950-х годах трамвай ходил по маршруту «посёлок Караваево» — «железнодорожный вокзал», почти повторяя при этом маршрут трамвая № 9, а с 1963 года стал ходить по маршруту «поле Ершова» — «посёлок Борисково».
На 1970 год совершал следующие остановки: ЦПКиО, ул. Толстого, ул. Гоголя, пл. Свободы, Ленинский сад, пл. Куйбышева, ул. Кирова, кинотеатр им. Тукая, ул. Сафьян, ул. Сайдашева, пл. Вахитова, ТЭЦ-1, завод, РТИ, сельхозтехника, АТХ-1, завод «Теплоконтроль», ул. Султанова, Борисково.
В таком виде маршрут с небольшими изменениями (в количестве остановок) просуществовал до 4 марта 2005 года, когда был закрыт по причине нерентабельности.
2 июля 2022 года 8 стал ходить от улицы Химическая до жилого массива Караваево.

## Маршрут № 9
История трамвайного маршрута № 9 берёт своё начало с «безномерного» маршрута Казмашстроя, запущенного летом 1933 года; на табличках вместо номера маршрута красовалась аббревиатура «КМ». Трамвай ходил от площади Куйбышева через слободы Козья, Кизическая и Восстания (между Удельной и Ивановской стройками) до местности, где улица Декабристов упиралась в железную дорогу. Предположительно, некоторое время спустя маршрут трамвая был укорочен: в центре города трамвай разворачивался на улицах Баумана, Пионерская, Право-Булачная и Ярмарочная и отправлялся обратно в Заречье. В 1937 году железнодорожная линия была пущена по мосту над улицей Декабристов, и это позволило протянуть трамвайную линию до посёлка Караваево.
18 ноября 1940 года маршрут был передан в ведение города и получил порядковый номер 9, а маршрут продлён до Университетской улицы. В 1958 году маршрут стал отправляться в Караваево с железнодорожного вокзала.
На 1961 год трамвайный маршрут № 9 проходил по Вокзальной площади, улицам Товарная, Кремлёвская, Ярмарочная, Ленинской дамбе, Декабристов, Сталинградская, Трамвайная и Кадышевская и совершал следующие остановки: вокзал, пригородный вокзал, ул. Кирова, Центральный стадион, Ленинский мост, ул. Рабочая, ул. Чистопольская, Школьная, ул. Восстания, пос. Урицкого, Трампарк № 3, Соцгород, пос. Свердлова, ул. Астраханская, пос. Караваево. К 1970 году добавились остановки: ул. Тверская, телестудия, ул. Гагарина; остановки «ул. Кирова» и «пос. Урицкого» стали называть соответственно «Дворец спорта» и «ул. Воровского».
С 4 ноября 1976 года трамвай стал ходить по Кремлёвской дамбе вместо Кремлёвской улицы; тогда же для трамваев первого и девятого маршрутов было оборудовано новое разворотное кольцо на улице Саид-Галеева.
В 2008 году «девятка» «поглотила» маршрут № 10 и, таким образом, стала следовать от ж/д вокзала до Химической улицы (завод «Оргсинтез»); двумя годами позже, в связи с ликвидацией трамвайного движения по Ленинской дамбе, трамвай стал выходить на улицу Декабристов по Кировской дамбе, улицам Несмелова, Большая Крыловка и Энергетиков.
В преддверии Универсиады 2013 года оставшимся на тот момент в Казани маршрутам трамвая были присвоены номера от 1 до 6: по маршруту «девятки» стал ходить трамвай № 1.

## Маршрут № 10
"Первый" десятый трамвай существовал ещё до немецко-советской войны, и ходил он по маршруту «посёлок ИТР» — «улица Баумана». Начало маршрута находилось в районе пересечения 13-й и 12-й Союзных улиц.
«Второй» десятый трамвай был запущен в 1940-е годы году по маршруту «улица Декабристов» — «Фабрика киноплёнки». Линия проходила по улице Восстания от её пересечения с улицей Декабристов и заканчивалось в районе пересечения с Бакалейной улицей, между фабрикой киноплёнки и барачным посёлком Парижской коммуны. Так как она была однопутной, на промежуточных остановочных пунктах были оборудованы разъезды, один из них (в районе пересечения с 5-й Союзной улицей) назывался «Разъезд Восстания». Несмотря на то, что трамвайное движение по улице было закрыто в первой половине 1950-х годов, местность, где сходятся улицы Восстания, Васильченко, Кулахметова, Серова и Шамиля Усманова, до сих пор называется «разъездом Восстания».
В конце 1959 году трамвай № 10 стал ходить по маршруту «улица Газовая» — «завод Искож». На 1961 год трамвайный маршрут № 10 совершал следующие остановки: угол ул. Газовой и Качалова, ул. Жданова, ул. Луковского, ул. Кабанная, угол ул. Куйбышева и Островского, ул. Кирова, угол улиц Тукаевской и Татарстан, ул. Сафьян, ул. Сайдашева, ул. Братьев Петряевых, ТЭЦ-1, холодильник, завод «Искож». В 1960-х годах маршрут был упразднён.
1 мая 1966 году маршрут был воссоздан, и проходил от конечной остановки маршрута № 9 в посёлке Караваево через посёлки Северный, Новое Караваево и Жилплощадку к заводу оргсинтеза. На 1970 год маршрут совершал следующие остановки: Караваево, ул. Годовикова, ул. Ленинградская, ул. Челюскина, ул. Центрально-Мариупольская, ул. Ашхабадская, ул. Давыдова, ул. Суворова, ул. Серафимовича, кинотеатр «Юность», завод оргсинтеза.
В 2008 году объединён с маршрутом № 9.

## Маршрут № 11
Маршрут № 11 был запущен в 6 ноября 1974 года; начинаясь от Компрессорного завода, он заканчивался на Гвардейской улице, в том месте, где она доходила до железнодорожной ветки, идущей в промзону. 6 ноября 1976 года маршрут был продлён по улицам Гвардейская и Рихарда Зорге до Приволжского рынка, на пересечении улицы Рихарда Зорге с проспектом Победы, причём в районе дома № 52 по Гвардейской улице трамвайные пути пересекали железнодорожные. В 1978 году над железнодорожной веткой был построен путепровод, по которому пошёл и трамвай.
3 декабря 1980 года был открыт новый участок трамвайных путей — от остановки «проспект Победы» до остановки «9-й микрорайон». По этому новому участку от Компрессорного завода начал ходить трамвай № 11а. Просуществовал он до 1986 года, когда маршрут № 11 был продлён до 9-го микрорайона.
На 1988 год маршрут трамвай № 11 проходил по улицам Сибирский тракт, Николая Ершова, Гвардейская, Рихарда Зорге и Габишева, совершая следующие остановки: Халитова, Академика Арбузова, 8 Марта, Попова, Пионерская, Советская площадь, Искры, Патриса Лумумбы, Аделя Кутуя, кафе «Сирень», Гвардейская, Сады, Даурская, Рихарда Зорге, Родины, Братьев Касимовых, Гарифьянова, проспект Победы, Юлиуса Фучика, 8-й микрорайон, Габишева, Сафиуллина, 9-й микрорайон.
В этом виде с небольшими изменениями маршрут просуществовал до перенумерации маршрутов в 2013 году; по маршруту 11-го трамвая стал ходить трамвай № 4.

## Маршрут № 12
Маршрут № 12 был запущен 7 ноября 1976 года; начинаясь от разворотного кольца на улицах Островского, Университетская, Право-Булачная и Куйбышева, и заканчиваясь на проспекте Победы. В 1976—1978 годах, трамвай 12-го маршрута, как и трамвай № 11 пересекал железнодорожную ветки в районе дома № 52 по Гвардейской улице. С 1978 года трамвай стал проходить по путепроводу через эту ветку.
После продления трамвайной линии до остановки «9-й микрорайон» с 3 декабря 1980 года трамвай № 12 продолжал заканчивать свой маршрут на проспекте Победы, по маршруту «улица Островского» — «9-й микрорайон» пошёл трамвай № 12а. В 1986 году маршрут № 12 пустили до 9-го микрорайона, а маршрут № 12а был закрыт.
На 1988 год маршрут трамвай № 12 проходил по улицам Куйбышева, Карла Маркса, Николая Ершова, Гвардейская, Рихарда Зорге и Габишева, совершая следующие остановки: Комбинат «Здоровье», площадь Куйбышева, Ленинский сад, площадь Свободы, Комлева, ЦПКиО им. Горького, Абжалилова, Патриса Лумумбы, Аделя Кутуя, кафе «Сирень», Гвардейская, Сады, Даурская, Рихарда Зорге, Родины, Братьев Касимовых, Гарифьянова, проспект Победы, Юлиуса Фучика, 8-й микрорайон, Габишева, Сафиуллина, 9-й микрорайон.
В 2002 году, в связи с ликвидацией разворотной петли у комбината «Здоровье», трамвай № 12 начинал свой путь с другой разворотной петли по улицам Татарстан, Тукая, Фатыха Карима и Каюма Насыри. В сентябре 2008 года трамвай № 12 был закрыт, трамвайные рельсы с улицы Карла Маркса (полностью), Пушкина и Ершова (частично) были сняты из-за высокой аварийности на этих улицах и их низкой пропускной способности. В том же году по схожему маршруту начал ходить троллейбус № 21.

## Маршрут № 13
Маршрут № 13 был запущен 12 декабря 1979 года; начинаясь от посёлка Караваево, проходил мимо бывшей слободы Восстания, Ново-Савиново и одноимённого спального района, и заканчивался у Компрессорного завода. Это был первый трамвайный маршрут в Восточном Заречье, и первый трамвайный маршрут, прошедший по Третьей транспортной дамбе. В 1982 году было завершено строительство одной из первых транспортных развязок в городе, на пересечении проспектов Ямашева и Ибрагимова, по которому были уложены рельсы.
На 1988 год маршрут трамвай № 13 проходил по улицам Дементьева, Трамвайная, Ленинградская, Декабристов, Ямашева и Сибирский тракт, совершая следующие остановки: Караваево, Максимова, Свердлова, Соцгород, Дементьева, Воровского, Гагарина, Восстания, Волгоградская, ДК Химиков, Декабристов, Короленко, Парк Победы, Мусина, Амирхана, Адоратского, Гаврилова, Ветеринарный институт, Академика Арбузова, Халитова.
В 1993 году недалеко от третьей транспортной дамбы было сооружено оборотное кольцо, до которого от Караваева начал ходить маршрут № 13а, однако уже в следующем году из-за проседания упомянутой дамбы трамвайное движение по ней было прекращено и до завершения восстановительных работ (1999) на третьей транспортной дамбе трамвай разворачивался на новопостроенном оборотном кольце. В 2009—2011 годах маршрут был временно закрыт из-за строительства транспортной развязки на улицах Декабристов и Ленская.
Трамвай № 13 просуществовал до перенумерации маршрутов в 2013 году; по его маршруту стал ходить трамвай № 6.

## Маршрут № 14
Маршрут № 14 был запущен 27 декабря 1980 года. Начинаясь от улицы Халитова (Компрессорного завода), трамвай шёл через спальный район Новое Савиново, одноимённый посёлок, бывшие Кизическую и Козьи слободы, и заканчивался у железнодорожного вокзала.
На 1988 год маршрут трамвай № 14 проходил по улицам Сибирский тракт, Ямашева, Декабристов, Кремлёвская дамба и Саид-Галеева, совершая следующие остановки: Халитова, Академика Арбузова, Ветеринарный институт, Гаврилова, Адоратского, Амирхана, Мусина, Парк Победы, Короленко, Декабристов, Дом обуви, Энергетический институт, Молодёжный центр, Цирк, Железнодорожный вокзал. По Третьей транспортной и Ленинской дамбам маршрут дважды пересекал Казанку.
В 1994 году был пущен временный трамвайный маршрут № 14а от вокзала до разворотного кольца на улице Гаврилова, но просуществовал он всего год, так как со следующего года из-за аварийного состояния Третьей транспортной дамбы по такому же маршруту начал ходить трамвай № 14. После завершения восстановительных работ на дамбе трамвай вновь стал ходить по маршруту «улица Халитова» — «Железнодорожный вокзал».
В 2007 году на некоторое время «поглотил» трамвайный маршрут № 7 и ходил от улицы Халитова до Речного порта.
В 2009 году временно не функционировал в связи с демонтажем трамвайной линии на улице Декабристов, Кремлёвской транспортной дамбе и Кремлёвской дамбе и запущен вновь в 2011 году через улицы Ленская, Большая Крыловка, Несмелова и Адмиралтейскую дамбу.
Закрыт в конце 2012 года, так как почти на всём своём протяжении дублировался кольцевым маршрутом № 5.

## Маршрут № 15
Маршрут № 15 был запущен в 1984 году; он ходил от парка Горького (улицы Ершова) до 9-го микрорайона и являлся «пиковым». В 1986 году маршрут был укорочен до остановки «проспект Победы».
На 1988 год маршрут трамвай № 12 проходил по улицам Николая Ершова, Гвардейская, Рихарда Зорге и Габишева, совершая следующие остановки: ЦПКиО им. Горького, Абжалилова, Патриса Лумумбы, Аделя Кутуя, кафе «Сирень», Гвардейская, Сады, Даурская, Рихарда Зорге, Родины, Братьев Касимовых, Гарифьянова, проспект Победы.
C 1992 года маршрут № 15 вновь начал ходить до 9-го микрорайона и просуществовал до 2004 года, когда был закрыт вместе с разворотным кольцом у парка Горького.

## Маршрут № 16
Маршрут № 16 был запущен в 1990 году; начинаясь от парка Горького, совершал остановки «Абжалилова», «Искра», «Советская площадь», «Пионерская», «8 марта», «Академика Арбузова», доходил до остановки «улица Халитова», и оттуда по вновь проложенным путям доходил до трамвайного депо № 1 в районе посёлка Карьер.
В 1991 году маршрут был укорочен и ходил от улицы Халитова до трамвайного депо № 1 не совершая промежуточных остановок.
В таком виде маршрут просуществовал до 2007 года, когда был закрыт.

## Маршрут № 17
Маршрут № 17 был запущен 3 сентября 1991 году и являлся «пиковым». Он ходил от улицы Халитова (Компрессорный завод) через спальный район Новое Савиново, одноимённый посёлок, и заканчивался у нового разворотного кольца в районе транспортной развязки на пересечении проспектов Ямашева и Ибрагимова; формально последней остановкой была остановка «улица Короленко». Во время ремонтных работ на третьей транспортной дамбе не ходил.
Затем был вновь восстановлен и ходил по тому же маршруту совершая остановки: Халитова, Ветеринарный институт, Гаврилова, Адоратского/ТК «Савиново», Амирхана, Мусина, парк Победы, Короленко. Закрыт в 2004 году.

## Маршрут № 18
Маршрут № 18 был запущен 25 апреля 1995 года. Он проходил по территории исторического центра города, по улицам Николая Ершова, Карла Маркса, Куйбышева, Татарстан и Портовая и совершал следующие остановки: Николая Ершова, ЦПКиО, Толстого, Гоголя, площадь Свободы, Университет, Театр Камала, Тукаевская, Тинчурина, Автовокзал, Речной порт.
В 2004 году маршрут был ликвидирован в связи со строительством транспортной развязки на пересечении улиц Ершова и Вишневского — из-за этого была демонтирована трамвайная петля по улице Ершова.

## Маршрут № 19
Маршрут № 19 запущен в 1999 году; начинаясь от улицы Короленко, трамвай шёл по проспекту Ямашева, улице Арбузова и проспекту Победы, до его пересечения с улицей Рихарда Зорге, причём участок по улице Арбузова и проспекту Победы был новым. Маршрут совершал следующие остановки: Короленко, парк Победы, Мусина, Амирхана, Адоратского/Рынок Савиново, Гаврилова, Ветеринарный институт, Академика Арбузова, торговый дом «Риф-Эль», Академика Губкина, Сантехкомплект, Файзи, Академика Глушко, Академика Сахарова, Закиева, Минская, Ломжинская, Чишмяле, Сафиуллина, Зорге, проспект Победы.
В 2008 году маршрут был удлинён до железнодорожного вокзала (через Кремлёвскую транспортную дамбу), но уже в следующем году в связи со строительством развязки на пересечении улиц Декабристов и Ленская он был вновь укорочен до остановки «Короленко»; в том же году короткое время по маршруту «улица Короленко» — «улица Халитова» ходил трамвай № 19а. Несколько позже маршрут укорочен вновь — до улицы Халитова. Закрыт летом 2011 года в связи с ремонтом путей на проспекте Победы и более не возобновлялся.

## Маршрут № 20
Маршрут № 20 запущен 2 декабря 1999 года и являлся первым со времён дореволюционной Круговой линии кольцевым маршрутом в Казани. Трамвай ходил по маршруту Железнодорожный вокзал — площадь Тукая — Горки — Азино — Савиново — Железнодорожный вокзал, проходя по улицам Саид-Галеева, Ухтомского, Тукая, Татарстан, Пушкина, Карла Маркса, Николая Ершова, Гвардейская, Рихарда Зорге, проспект Победы, Академика Арбузова, Ямашева, Декабристов, Кремлёвская дамба и вновь Саид-Галеева, совершая следующие остановки: железнодорожный вокзал, колхозный рынок, театр им. Г. Камала, площадь Тукая, университет, площадь Свободы, Гоголя, Толстого, ЦПКиО, Абжалилова, Патриса Лумумбы, Аделя Кутуя, кафе «Сирень», Гвардейская, Сады, Даурская, Рихарда Зорге, Родины, Братьев Касимовых, Гарифьянова, Рихарда Зорге (2), Сафиуллина, Чишмяле, Ломжинская, Минская, Закиева, Академика Сахарова, Академика Глушко, Сантехприбор, Академика Губкина, торговый дом «Риф-Эль», Академика Арбузова, ветеринарный институт, Гаврилова, Адоратского, Амирхана, Мусина, парк Победы, Короленко, Декабристов, супермаркет «Ак Барс», энергоуниверситет, Молодёжный центр, цирк, железнодорожный вокзал.
Закрыт летом 2008 года вместе с маршрутом № 21.

## Маршрут № 21
Маршрут № 21 запущен 2 декабря 1999 года вместе с маршрутом № 20 и также был кольцевым, но шёл в противоположную ему сторону, по маршруту Железнодорожный вокзал — Савиново — Азино — Горки — площадь Тукая — Железнодорожный вокзал, проходя по улицам Саид-Галеева, Кремлёвская дамба, Декабристов, Ямашева, Академика Арбузова, проспект Победы, Рихарда Зорге, Гвардейская, Николая Ершова, Карла Маркса, Пушкина, Татарстан, Тукая, Ухтомского, и вновь Саид-Галеева, совершая следующие остановки: железнодорожный вокзал, цирк, Молодёжный центр, энергоуниверситет, супермаркет «Ак Барс», Декабристов, Короленко, парк Победы, Мусина, Амирхана, Адоратского, Гаврилова, ветеринарный институт, Академика Арбузова, торговый дом «Риф-Эль», Академика Губкина, Сантехприбор, Академика Глушко, Закиева, Минская, Ломжинская, Чишмяле, Сафиуллина, Рихарда Зорге, Гарифьянова, Братьев Касимовых, Родины, Рихарда Зорге (2), Даурская, Сады, Гвардейская, кафе «Сирень», Аделя Кутуя, Патриса Лумумбы, Абжалилова, ЦПКиО, Толстого, Гоголя, площадь Свободы, университет, площадь Тукая, театр им. Г. Камала, колхозный рынок, железнодорожный вокзал.
Закрыт летом 2008 года вместе с маршрутом № 20.

## Маршрут № 22
Маршрут № 22 был запущен в 2002 году, начинаясь от Спартаковской улицы и проходя по улицам Газовая, Островского, Пушкина, Карла Маркса, Николая Ершова и Сибирский тракт, заканчивался на улице Халитова. В этом виде маршрут просуществовал всего год.
В 2004 году вновь запущен по маршруту «9-й микрорайон» — «Речной порт» (через улицы Габишева, Зорге, Гвардейская, Ершова, Карла Маркса, Пушкина, Татарстан, Портовая), и вновь упразднён в 2005 году.
В третий раз был запущен в 2006 году по маршруту «железнодорожный вокзал» — «улица Кызыл Татарстан», через улицы Бурхана Шахиди, Тукая, Татарстан и Мазита Гафури и закрыт в 2008 году.

## Маршрут № 23
Маршрут № 23 был запущен в 2002 году, начинаясь от улицы Кызыл Татарстан и проходя по улицам Мазита Гафури, Татарстан, Габдуллы Тукая, Техническая, Фрезерная и Авангардная и заканчивался в посёлке Борисково. В этом виде маршрут просуществовал всего год.
В 2004 году вновь запущен по маршруту «улицы Кызыл Татарстан» — «9-й микрорайон» (через улицы Габишева, Зорге, Гвардейская, Ершова, Карла Маркса, Пушкина, Татарстан и Мазита Гафури)
Вновь упразднён в 2005 году.

## Маршрут № 24
Маршрут № 24 проектировался в начале-середине 2000-х годов и должен был соединить железнодорожный вокзал с разъездом Восстания. Согласно первоначальному проекту значительная части пути маршрута должна была пройти по вновь проложенным путям по улицам Несмелова, Большая Крыловка, Серова и Красный Маяк; должны были быть оборудованы остановки «Речной техникум», «Шоссейная», «Ягодинская», «Межевая», «Коммунаров», «Серова», «Забайкальская», «Кулахметова», «Разъезд Восстания» В середине 2000-х годов предполагалось, что маршрут пройдёт через Кремлёвскую транспортную дамбу, улицу Декабристов и новые пути по улицам Ленская, Красный Маяк и Серова.
К 2010 году линия перестала изображаться на картах как проектируемая.

## Маршрут № 25
Маршрут № 25 проектировался в начале-середине 2000-х годов и должен был соединить посёлок Караваево с разъездом Восстания. Согласно проекту, от посёлка Караваево до пересечения улиц Декабристов и Ямашева маршрут должен был пройти по существующим путям, другая часть пути маршрута должна была пройти по вновь проложенным путям по улицам Ленская, Большая Крыловка, Несмелова; должны были быть оборудованы остановки «Ленская», «Коммунаров», «Межевая», «Ягодинская», «Шоссейная», «Речной техникум» В середине 2000-х годов предполагалось, что маршрут пройти от посёлка Караваева, улицу Декабристов и новые пути по улицам Ленская, Красный Маяк и Серова.
К 2010 году линия перестала изображаться на картах как проектируемая.

### Комментарии
1. ↑  до войны — Ярмарочная
2. ↑  до войны — Козья
3. ↑  остановки «8 марта», «Искра» и «Родины» с течением времени стали называться «Национальный архив», «Кооперативный институт» и «метро „Горки“» соответственно
4. ↑  бывшая «Автозаправочная станция»
5. ↑  бывшая «Мирная» и «Ковровый цех»
6. ↑  бывшая «Амирханова»
7. ↑  бывшая «Сады»
8. ↑  бывшая «Путепровод»
9. ↑  безымянная улица между Ленинской и Кировской дамбами
10. ↑  трамвайное кольцо в районе транспортной развязки на пересечении проспектов Ямашева и Ибрагимова